# Émeutes de 2005 à Cronulla
Pour les articles homonymes, voir Émeutes de 2005.

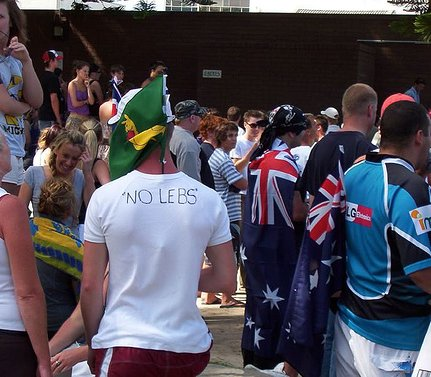
Manifestants australiens couverts du drapeau national ou d'inscriptions « No lebs ».

Les émeutes de Cronulla furent une série d'affrontements raciaux ayant eu lieu à Cronulla, une banlieue en bord de mer de Sydney, Australie. Elles entraînèrent des violences ethniques dans d'autres quartiers de Sydney.
Cronulla connait depuis les années 1960 des tensions entre les habitants du quartier et les touristes venus d'autres quartiers de Sydney pour profiter des plages. Ces tensions sont spécialement fortes avec les gens de l'ouest de la ville, les "westies". Le 26 janvier 2005, des émeutes contre les westies avaient éclatés dans le quartier, causant des affrontements avec la police, mais sans connotation raciale.
Le 4 décembre 2005, une altercation éclate entre deux sauveteurs sur plage qui venaient de finir leur service et quatre jeunes "westies" d'origine libanaise qui profitaient de la plage.
La police arrive rapidement sur les lieux et séparent les belligérants. Il y a un blessé, l'un des sauveteur, qui s'est fait mal en tombant sur la tête dans la bagarre.
Le soir même, l'incident est rapidement amplifié et déformé par les médias de Sydney, notamment les tabloïds qui en font leurs choux gras, ainsi que le talk-show du polémiste conservateur Alan Jones. Les quatre jeunes hommes sont chargés par ces médias de plusieurs viols et d'avoir appelé des amis pour attaquer des jeunes australiens blanc, ce qui s’avère faux.
Durant la semaine du 5 décembre, la tension monte à Cronulla. Des envois de SMS circulent entre les jeunes Australiens blanc (Aussies), réclamant une vengeance contre les Libanais (lebs ou wogs chez les jeunes pour désigner péjorativement les non-anglophones). Des investigations policières ultérieures montrèrent qu'environ 270000 sms appelant au rassemblement avaient été diffusés.
Le 11 décembre 2005, environ 5 000 personnes se rassemblent à Cronulla, et commencent à faire la fête, organisant des barbecue et faisant circuler de l'alcool.
Un premier temps sans incidents, des violences éclatèrent lorsqu'un homme d'apparence moyen-orientale fut pris pour cible, poursuivi par une partie de la foule, se réfugia dans un bar, en fut extrait de force et ne fut sauvé du lynchage que par l'intervention de la police. D'autres incidents similaires, ainsi que de violents affrontements avec la police, se poursuivirent jusque tard dans la nuit.
Les émeutes ont été largement condamnées par les autorités politiques, la police, les dirigeants des communautés locales et les habitants de Cronulla et des zones adjacentes. Un grand nombre d'arrestations ont été effectuées au cours des mois qui ont suivi, depuis l'émeute initiale du 11 décembre et les représailles des nuits suivantes.

## Incidents raciaux à la suite des émeutes
Le 13 décembre, des coups de feu sont tirés sur une école catholique et une église dans le quartier de South Auburn. Des violences similaires à celle du 12 éclatent un peu partout dans les quartiers populaires de Sydney.
Le 14 décembre, une église est détruite par le feu à Auburn. Des SMS semblables à ceux ayant conduit au rassemblement du 12 commencent à circuler à travers toute l'Australie.
Le 16 décembre, la police conseille à la population de rester loin du quartier de Cronulla et des autres quartiers populaires de Central Coast, Wollongong et Newcastle.
Le 19 décembre, un rassemblement anti-raciste et pour l'harmonie entre les communautés de 2 000 personnes a lieu à Sydney.

## Poursuites pénales
Au 19 juillet 2006, la police avait porté 285 chefs d’accusation contre 104 personnes, dont 51 avaient été arrêtées à la suite de la première émeute de Cronulla et 53 lors des émeutes de représailles. Ces personnes ont été inculpées, entre autres, de dommages causés par la malveillance, de la possession ou de l'utilisation d'une arme prohibée, de voies de fait contre la police, d'émeutes, de résistance à l'arrestation, de menaces de violence et de violences.
Ali Osman, 18 ans, a été inculpé de bagarre et de voies de fait causant des lésions corporelles pour les attaques initiales qu'il a commises le 4 décembre 2005 contre les sauveteurs volontaires. Il a également reçu 300 heures de service communautaire pour l'agression et 200 heures pour une bagarre. Osman était la seule personne accusée de la confrontation initiale. La magistrate Jacqueline Trad, elle-même d'origine libanaise, a déclaré à la cour locale de Sutherland qu'Osman avait tourné le dos à son pays réel. Yahya Jamal Serhan a été arrêté le 12 décembre pour avoir poignardé « Dan ». Il a été condamné à 13 ans de prison, mais a été immédiatement libéré après neuf mois de détention provisoire.
Marcus Kapitza, 28 ans, a été emprisonné pendant 12 mois après avoir plaidé coupable à une accusation d'émeute. Brent Lohman, 19 ans, a également été inculpé pour l'assaut de la gare et a été condamné à 11 mois de prison.
Deux des jeunes qui ont attaqué Jake Schofield se sont rendus à la police et ont été accusés de vol à main armée, de blessure, de blessure intentionnelle, de violence et de violences corporelles. Deux autres, Wael Tahan et Mahmoud Eid, avaient été arrêtés la nuit même de l'attaque mais avaient été relâchés sans inculpation avant d'être arrêtés à nouveau et inculpés de vol en compagnie, de blessures volontaires ayant causé des lésions corporelles graves et une violente bagarre.